# اورینت (تگزاس)
اورینت، تگزاس(به انگلیسی: Orient, Texas) شهری در ایالت تگزاس از ایالات جنوبی ایالات متحده آمریکا است.

## جستارهای ویژه
- فهرست شهرهای تگزاس